# Nilson Gonçalves
Nilson Gonçalves de Souza (Curitiba, 14 de setembro de 1950) é um advogado e político brasileiro.
Filho de Joaquim Gonçalves de Souza e de Anita Maciel de Souza. Casou com Ana Inassaris de Souza.

## Carreira
Foi deputado à Assembleia Legislativa de Santa Catarina na 14ª legislatura (1999 — 2003), na 15ª legislatura (2003 — 2007), na 16ª legislatura (2007 — 2011) e na 17ª legislatura (2011 — 2015).